# Camponotus concolor
Camponotus concolor es una especie de hormiga del género Camponotus, tribu Camponotini. Fue descrita científicamente por Forel en 1891.
Se distribuye por Madagascar. Se ha encontrado a elevaciones de hasta 1409 metros. Vive en microhábitats como troncos podridos, ramas muertas y la vegetación baja.